# Liste der portugiesischen Botschafter in Kanada
Die Liste der portugiesischen Botschafter in Kanada listet die Botschafter der Republik Portugal in Kanada auf. Die beiden Länder unterhalten mindestens seit 1952 direkte diplomatische Beziehungen. Am 12. April 1952 nahm Portugals Legation in Ottawa die Arbeit auf, am 16. Mai 1955 wurde die Vertretung zur vollen Botschaft aufgewertet.
Die Botschaft befindet sich in der Hausnummer 645 des Island Park Drives in Ottawa.
Neben der Botschaft unterhält Portugal in Kanada drei Generalkonsulate in Montreal, Toronto und Vancouver, daneben bestehen zwei Honorarkonsulate in Edmonton und Winnipeg.

## Missionschefs
| Name                                                | Bild   | Amtszeit                             | Anmerkungen |
| Kanada                                              | Kanada | Kanada                               | Kanada |
| --------------------------------------------------- | ------ | ------------------------------------ | --- |
| Gonçalo Luís Maravilhas Correia Caldeira Coelho     |        | 12. April 1952 –20. Juni 1952        | Übergangs-Geschäftsträger der neueröffneten Legation                                                                                |
| Luís Esteves Fernandes                              |        | 20. Juni 1952 –16. Mai 1955          | am 20. Juni 1952 akkreditiert, Ministro Plenipotenciário der Legation, mit Amtssitz in der US-Hauptstadt Washington                 |
| Luís Esteves Fernandes                              |        | 16. Mai 1955 –?.1956                 | am 16. Mai 1955 akkreditiert, Botschafter der zur vollen Botschaft erhobenen Legation, mit Amtssitz in der US-Hauptstadt Washington |
| Vasco Vieira Garin                                  |        | 3. März 1956 –22. Januar 1959        | am 8. März 1956 akkreditiert |
| Kanada                                              |        |                                      | |
| Salvador Augusto de Sousa Sampaio Garrido           |        | 22. Januar 1959 –8. September 1959   | Übergangs-Geschäftsträger |
| Rui Eduardo Barbosa de Medina                       |        | 8. September 1959 –11. Januar 1960   | Übergangs-Geschäftsträger |
| Emílio Patrício                                     |        | 11. Januar 1960 –18. Mai 1961        | am 25. Januar 1960 akkreditiert |
| Luís Eduardo de Almeida Campos Soares de Oliveira   |        | 18. Mai 1961 –1. September 1961      | Übergangs-Geschäftsträger |
| Luís de Castro e Almeida Norton de Mattos           |        | 1. September 1961 –28. April 1962    | am 8. September 1961 akkreditiert                                                                                                   |
| António Baptista Martins                            |        | 28. April 1962– 20. Dezember 1962    | Übergangs-Geschäftsträger |
| Eduardo Brazão                                      |        | 20. Dezember 1962 –9. Dezember 1966  | am 8. Januar 1963 akkreditiert |
| Kanada                                              |        |                                      | |
| João de Sá Coutinho Rebelo Sotto Maior              |        | 9. Dezember 1966 –14. Juni 1967      | Übergangs-Geschäftsträger |
| António Lencastre da Veiga                          |        | 14. Juni 1967 –31. Juli 1970         | am 22. Juni 1967 akkreditiert |
| Jorge Raúl da Silva Preto                           |        | 31. Juli 1970– 19. September 1970    | Übergangs-Geschäftsträger |
| Salvador Augusto de Sousa Sampaio Garrido           |        | 19. September 1970 –21. Oktober 1974 | am 4. November 1970 akkreditiert |
| José Guilherme de Mendonça Stichini Vilela          |        | 21. Oktober 1974 –4. November 1974   | Übergangs-Geschäftsträger |
| Luís Martinez Pazos Alonso                          |        | 4. November 1974 –21. Januar 1975    | Übergangs-Geschäftsträger |
| Luis Alberto de Vasconcelos Góis Fernandes Figueira |        | 21. Januar 1975 –4. Juli 1981        | am 31. Januar 1975 akkreditiert |
| António Salgado Manso Preto Mendes Cruz             |        | 4. Juli 1981 –18. Juli 1981          | Übergangs-Geschäftsträger |
| Luís Henrique Cutileiro Navega                      |        | 18. Juli 1981 –16. Mai 1988          | am 5. August 1981 akkreditiert |
| João Uva de Matos Proença                           |        | 17. Juni 1988 –28. Januar 1990       | am 30. Juni 1988 akkreditiert |
| Pedro Paulo Alves Machado                           |        | 1. November 1990 –14. März 1993      | am 28. November 1990 akkreditiert                                                                                                   |
| Fernando Manuel da Silva Marques                    |        | 14. Oktober 1993 –3. Mai 1997        | am 14. Oktober 1993 akkreditiert |
| José Manuel Duarte Jesus                            |        | 6. Mai 1997 –2. Dezember 2000        | am 8. Mai 1997 akkreditiert |
| José Pacheco Luís Gomes                             |        | 30. Januar 2001– 15. November 2003   | |
| João Pedro de Almeida da Silveira Carvalho          |        | 16. November 2003 –14. Oktober 2008  | |
| Pedro Moitinho de Almeida                           |        | 9. Dezember 2008 –12. März 2013      | |
| José Fernando Moreira da Cunha                      |        | 18. April 2013 –1. April 2018        | |
| João do Carmo Ataíde da Câmara                      |        | 20. September 2018 –11. Januar 2022  | |
| António Leão Rocha                                  |        | seit 07. Juni 2022                   | |